# Mestegmer
Mestegmer (en àrab مستغمر, Mastaḡmar; en amazic ⵎⵙⵜⴳⵎⵔ) és una comuna rural de la província de Taourirt, a la regió de L'Oriental, al Marroc. Segons el cens de 2014 tenia una població total de 6.469 persones.